# Thục Thận Ông chúa
Thục Thận Ông chúa (淑愼翁主, ? - 1453) là ông chúa nhà Triều Tiên, con gái của Triều Tiên Thái Tổ. Có mẹ là Hòa Nghĩa Ông chúa Kim thị, một phi tần của Thái Tổ.
Hạ giá lấy Đường Thành úy (唐城尉) Hồng Hải (洪海), con trai của Kiểm Giáo Tham Tán Môn Hạ Phủ sự (檢校參贊門下府事) Hồng Ngạn Tu (洪彦修) và sinh được ba con trai, một con gái. Thái Tổ Đại vương ban tặng bà một phủ đệ và nói rằng con cháu bà có thể sống tại đây sau này 《Thục Thận Ông chúa Gia ốc Hứa Dữ Văn Kỳ (淑愼翁主 家屋許與文記)》. Năm 1453, bà mất.

## Gia quyến
Thân gia Toàn Châu Lý thị (全州 李氏) 
- Tổ phụ: Hoàn Tổ Đại vương
- Tổ mẫu: Ý Huệ Vương hậu Vĩnh Châu Thôi thị
  - Phụ hoàng: Thái Tổ Đại vương
  - Thân mẫu: Hòa Nghĩa Ông chúa Kim thị

Nam Dương Hồng thị (南陽 洪氏)
- Chương phụ[3]: Kiểm Giáo Tham Tán Môn Hạ Phủ sự (檢校參贊門下府事) Hồng Ngạn Tu (洪彦修)
  - Phò mã: Đường Thành quân Hồng Hải (洪海)
    - Trưởng tử: Hồng Đức Sinh (洪德生)
    - Thứ tử: Hồng Hưởng Sinh (洪亨生)
    - Thứ tử: Hồng Lợi Sinh (洪利生)
    - Trưởng nữ: Hồng Ngọc Sinh (洪玉生)